# 北河トウタ
北河 トウタ（きたかわ トウタ、9月25日 - ）は、日本の漫画家。女性。成人向け漫画で活動することが多いが、一般向けの作品も多数発表している。以前は上杉秀彦、トウタ、北河かりな等の名義で活動していた。

## 作品リスト

### 書籍
一般向け
- 『快盗ブルマー』（2003年9月29日発売[3]、少年画報社〈ヤングコミックコミックス〉、ISBN 4-7859-2352-0）
- 『若葉マリッジ』（2004年9月27日発売[4]、少年画報社『ヤングキング』連載、〈ヤングキングコミックス〉、ISBN 4-7859-2466-7）
- 『虹色探偵・小春チェンジ』（2006年2月27日発売[5]、少年画報社『ヤングコミック』連載、ISBN 4-7859-2611-2）
- 『ハゲルヤ！』（原作：福本岳史、富士見書房『月刊ドラゴンエイジ』2006年5月号[6] - 2007年2月号連載、〈角川コミックスドラゴンJr.〉）
  1. 2006年9月27日発売[7]、ISBN 4-04-712466-4
- 『SWEET SKETCH』（2009年11月10日発売[8]、少年画報社〈ヤングコミックコミックス〉、ISBN 978-4-7859-3261-9）
- 『SWEET SKETCH SECOND』（2009年12月10日発売[9]、少年画報社〈ヤングコミックコミックス〉、ISBN 978-4-7859-3275-6）
  - 『ヤングコミック』（少年画報社）掲載の24話を2冊に収録。連載期間中の『ヤングコミック』の表紙は全て北河が担当していた。
- 『青春ポップ！』（秋田書店『ヤングチャンピオン烈』2009年Volume.17[10] - 2013年No.5連載、〈ヤングチャンピオン烈コミックス〉、全6巻）
  1. 2010年4月20日発売[11][12]、ISBN 978-4-253-25561-5
  2. 2010年10月20日発売[13]、ISBN 978-4-253-25562-2
  3. 2011年7月20日発売[14]、ISBN 978-4-253-25563-9
  4. 2012年4月20日発売[15]、ISBN 978-4-253-25564-6
  5. 2013年1月18日発売[16]、ISBN 978-4-253-25565-3
  6. 2013年7月19日発売[17]、ISBN 978-4-253-25640-7
- 『非接触系ラバーズ』（2014年4月初版発行、少年画報社〈ヤングキングコミックス〉、ISBN 978-4-78595-258-7）
- 『DEAD Tube』（原作：山口ミコト、秋田書店『チャンピオンRED』2014年7月号[18] - 連載中、既刊26巻）

成人向け
- 『ポルノスタルジィ』 （2001年7月発売、司書房〈ツカサコミックス〉、ISBN 4-8128-0597-X）
- 『OLフラストレーションズ』 （2002年6月発売、司書房〈ツカサコミックス〉、ISBN 4-8128-0758-1）
- 『北河TOUTAL』 （2004年1月発売、司書房〈ツカサコミックス〉、ISBN 4-8128-1016-7）
- 『北河ReMix 北河トウタ愛蔵版第2弾』 （2006年4月発売、司書房〈ツカサコミックス〉、ISBN 4-8128-1395-6）
- 『ハニーダーリン』[19] （2006年8月発売、ワニマガジン社〈ワニマガジンコミックススペシャル〉、ISBN 4-89829-982-2）
- 『あれふぇち』[20] （2008年10月発売、ワニマガジン社〈ワニマガジンコミックススペシャル〉、ISBN 978-4-86269-063-0）
- 『ビネツヒメ』[21] （2012年6月30日発売[22]、ワニマガジン社〈ワニマガジンコミックススペシャル〉、ISBN 978-4-86269-205-4）
- 『はちみつー恥蜜－』 （2013年12月17日発売[23]、エンジェル出版〈エンジェルコミックス〉、ISBN 978-4-87306-542-7）

上杉秀彦名義
- 『黄色い太陽』 （1998年6月発売、司書房〈ツカサコミックス〉、ISBN 4-8128-0152-4）

トウタ名義
- 『らぶじゃんきーず。』 （2000年4月発売、東京三世社〈ルコミックス〉、ISBN 4-8126-0536-9）
- 『僕のマシュマロ』 （2000年7月発売、司書房〈ツカサコミックス〉、ISBN 4-8128-0435-3）

### 読み切り・書籍未収録作品
- 若奥さまは三代目！（『コミックブレイク』2009年6号[24]）
- カフェドリップ（『月刊サンデーGX』2011年9月号[25] - ） - 『月刊サンデーGX』創刊10周年記念として掲載[26]
- 彼女と僕と彼女のあいだ（『月刊ヤングキング』2012年1月号[27] - ）

### その他
- 宮崎県の口蹄疫被害の義援チャリティー同人誌（2010年8月） - カラーイラストで参加[28]
- 月キン美麗イラスト小画集（『月刊ヤングキング』2012年8月号付録[29]） - イラスト[29]
- ジェームスほたて『女のコがHなマンガ描いちゃダメですか？』第1巻（2012年7月19日発売[30]） - 描きおろしイラスト寄稿[30]
- 糸杉柾宏『あきそら』イラストブック（『チャンピオンREDいちご』Vol.40付録[31]） - 描きおろしイラスト寄稿[31]
- いちご温泉2014（『チャンピオンREDいちご』Vol.42付録[32]） - イラスト[32]